# Francis Lawrence
Pour les articles homonymes, voir Lawrence.
Francis Lawrence est un réalisateur américain né le 26 mars 1971 à Vienne, en Autriche.

## Biographie

### Carrière
Francis Lawrence commence sa carrière en travaillant comme assistant réalisateur sur le long métrage Marching out of Time (en) réalisé par Anton Vassil.
Il réalise ensuite plusieurs vidéoclips pour Aerosmith, Alanis Morissette, Jennifer Lopez, Avril Lavigne, Lady Gaga, Britney Spears, Green Day, Shakira ou encore Beyoncé.
Il se lance finalement sur le grand écran en 2004 avec son film Constantine.
En avril 2012, les studios Lionsgate annoncent que Lawrence réalisera le second volet de la saga Hunger Games, L'Embrasement, dont la sortie française est prévue pour le 27 novembre 2013. Le réalisateur succède ainsi à Gary Ross, qui avait été aux commandes du premier volet de la trilogie. Le tournage de ce blockbuster a lieu en août 2012.
Il n'a aucun lien de parenté avec l'actrice Jennifer Lawrence, qui joue le rôle principal dans la saga Hunger Games ainsi que dans Red Sparrow.

## Filmographie

### Cinéma
- 2005 : Constantine
- 2007 : Je suis une Légende (I Am Legend)
- 2011 : De l'eau pour les éléphants (Water for Elephants)
- 2013 : Hunger Games : L'Embrasement (The Hunger Games : Catching Fire)
- 2014 : Hunger Games : La Révolte, partie 1 (The Hunger Games: Mockingjay - Part 1)
- 2015 : Hunger Games : La Révolte, partie 2 (The Hunger Games: Mockingjay - Part 2)
- 2018 : Red Sparrow
- 2022 : La Petite Nemo et le Monde des rêves (Slumberland)
- 2023 : Hunger Games : La Ballade du serpent et de l'oiseau chanteur (The Ballad of Songbirds and Snakes)
- 2025 : Marche ou crève (The Long Walk)

### Télévision
- 2019 : See (série télévisée)
- 2022 : The Serpent Queen (mini-série)
- 2025 : Chief of War (producteur)

### Clips musicaux
- 1997 : Gone Till November (en) de Wyclef Jean
- 1998 : I Don't Want to Miss a Thing de Aerosmith
- 2000 : Independent Women Part I de Destiny's Child
- 2000 : Call de Backstreet Boys
- 2001 : I'm A Slave 4 U de Britney Spears
- 2001 : Emotion de Destiny's Child
- 2001 : Warning de Green Day
- 2001 : Someone to call my lover de Janet Jackson
- 2001 : Whenever, Wherever de Shakira
- 2002 : Jenny from the Block de Jennifer Lopez
- 2002 : Cry Me A River de Justin Timberlake
- 2002 : Sk8er Boi d'Avril Lavigne
- 2002 : Breaking Up The Girl de Garbage
- 2004 : What You Waiting For? de Gwen Stefani
- 2006 : Buttons de Pussycat Dolls
- 2008 : Circus de Britney Spears
- 2009 : Bad Romance de Lady Gaga
- 2011 : Run the World (Girls) de Beyoncé